# Marcel Guimbretière
Marcel Guimbretière, né le 4 décembre 1909 à la Chaume, un quartier des Sables-d'Olonne (Vendée) et mort le 2 octobre 1970 dans le 15e arrondissement de Paris, est un coureur cycliste français.

## Biographie
Marcel Guimbretlère débute aux Sables-d'Olonne, très jeune à peine quinze ans sous les couleurs du V.C.S.
À dix-huit ans, Marcel Guimbretière court dans les courses régionales aux Sables-d'Olonne, sans penser  à la carrière de coureur cycliste. Il rencontre Cardineau, inspecteur au journal « Le Matin », qui s'intéresse à lui et lui trouve une place aux services de vente du Matin à Paris. Il entre au « Gros-Caillou Sportif ». Il se défend honorablement dans les courses à l'américaine, avec Henri Lemoine, binôme baptisé l'équipe des « Petits Pois » car ils arborent un maillot à pois rouges. Si bien même qu'on leur proposa, en janvier 1930, de partir pour l'Amérique. Il y avait un mois seulement qu'il était coureur professionnel. Il revient en France, avec un contrat pour la fin de l'année 1930 où il gagne les six jours de Chicago avec Alfred Letourneur.

## Palmarès
- 1929
  - Grande Finale de la Médaille [2]
  - 2e du Championnat de France de vitesse des amateurs et  indépendants[3]
- 1930
  - Six Jours de Chicago (avec Alfred Letourneur)
- 1932
  - Six Jours de Philadelphie (avec Alfred Letourneur)
- 1933
  - Six Jours de Paris (avec Paul Broccardo)
- 1934
  - Six Jours de New York (avec Paul Broccardo)
  - Six Jours d'Amsterdam (avec Paul Broccardo)
  - Six Jours de Dortmund (avec Paul Broccardo)
  - Prix Hourlier-Comès (avec Paul Broccardo)
- 1935
  - Six Jours de Paris (avec Paul Broccardo)
- 1938
  - Six Jours de Saint-Étienne (avec Cor Wals)
  - Prix Dupré-Lapize (avec Maurice Archambaud)
- 1947
  - Prix Goullet-Fogler (avec Roger Le Nizerhy)

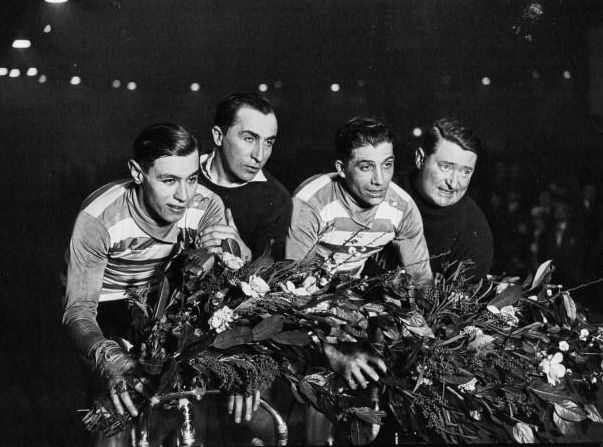
Guimbretière et Broccardo, vainqueur américaine, Vel'd'Hiv', 1934.